# Rad-Weltcup 1990
Der Rad-Weltcup 1990 bestand aus 12 Eintagesrennen. Der Italiener Gianni Bugno gewann erstmals den Weltcup. In der Mannschaftswertung siegte das Team PDM-Concorde.

## Rennen
| Datum         | Radrennen                | Sieger             |
| ------------- | ------------------------ | ------------------ |
| 17. März      | Mailand-San Remo         | Gianni Bugno       |
| 1. April      | Flandern-Rundfahrt       | Moreno Argentin    |
| 8. April      | Paris–Roubaix            | Eddy Planckaert    |
| 15. April     | Lüttich–Bastogne–Lüttich | Eric Van Lancker   |
| 21. April     | Amstel Gold Race         | Adrie van der Poel |
| 29. Juli      | Wincanton Classic        | Gianni Bugno       |
| 11. August    | Clásica San Sebastián    | Miguel Induráin    |
| 19. August    | Meisterschaft von Zürich | Charly Mottet      |
| 30. September | Grand Prix des Amériques | Franco Ballerini   |
| 14. Oktober   | Paris–Tours              | Rolf Sørensen      |
| 20. Oktober   | Lombardei-Rundfahrt      | Gilles Delion      |
| 27. Oktober   | Final-ITT Lunel          | Erik Breukink      |

## Endstand
| Platz | Fahrer             | Punkte |
| ----- | ------------------ | ------ |
| 1.    | Gianni Bugno       | 133    |
| 2.    | Rudy Dhaenens      | 99     |
| 3.    | Sean Kelly         | 94     |
| 4.    | Franco Ballerini   | 89     |
| 5.    | Gilles Delion      | 82     |
| 6.    | Claudio Chiappucci | 78     |